# Vrbovsko
Vrbovsko (sârbă Врбовско) este un oraș în cantonul Primorje-Gorski kotar, Croația, având o populație de 5.076 de locuitori (2011).

## Demografie
Componența etnică a orașului Vrbovsko
     Croați (60,15%)
     Sârbi (35,22%)
     Necunoscut (1,99%)
     Neclasificat (2,4%)
Componența confesională a orașului Vrbovsko
     Catolici (57,01%)
     Ortodocși (35,34%)
     Fără religie și atei (3,19%)
     Musulmani (1,18%)
     Necunoscută (2,44%)
     Alte religii (0,83%)
Conform recensământului din 2011, orașul Vrbovsko avea 5.076 de locuitori. Din punct de vedere etnic, majoritatea locuitorilor (60,15%) erau croați, cu o minoritate de sârbi (35,22%). Apartenența etnică nu este cunoscută în cazul a 1,99% din locuitori. Din punct de vedere confesional, majoritatea locuitorilor (57,01%) erau catolici, existând și minorități de ortodocși (35,34%), persoane fără religie și atei (3,19%) și musulmani (1,18%). Pentru 2,44% din locuitori nu este cunoscută apartenența confesională.